# Oscilador armónico cuántico
El oscilador armónico cuántico es el análogo mecánico cuántico del oscilador armónico clásico. Es uno de los sistemas modelo más importante en mecánica cuántica, ya que cualquier potencial se puede aproximar por un potencial armónico en las proximidades del punto de equilibrio estable (mínimo). Además, es uno de los sistemas mecánico cuánticos que admite una solución analítica sencilla.

## Oscilador armónico monodimensional

### Hamiltoniano, energía y autofunciones

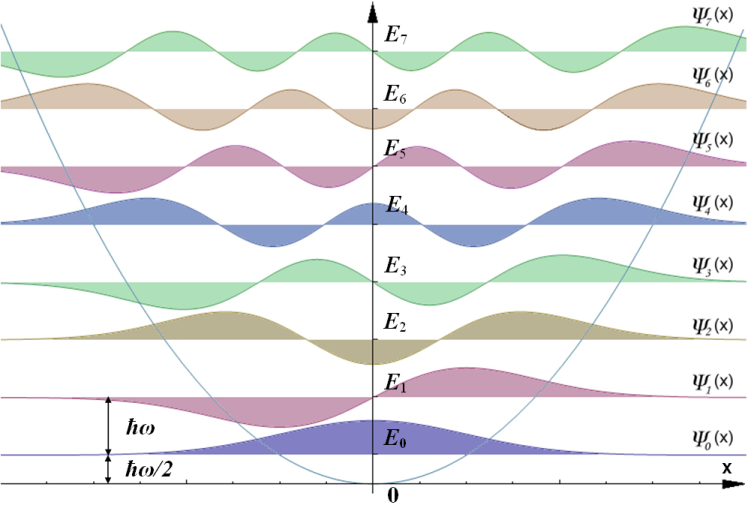
Funciones de onda para los ocho primeros autoestados,. El eje horizontal muestra la posición y en unidades (h/2πmω)^{1/2}. Las gráficas están sin normalizar.

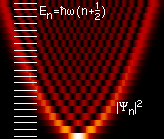
Densidades de probabilidad de los primeros autoestados (dimensión vertical, con los de menor energía en la parte inferior) para las diferentes localizaciones espaciales (dimensión horizontal).

En el problema del oscilador armónico unidimensional, una partícula de masa {\displaystyle \displaystyle m} está sometida a un potencial cuadrático {\displaystyle \displaystyle V(x)={\frac {1}{2}}kx^{2}}. En Mecánica Clásica {\displaystyle \displaystyle k=m{\omega _{0}}^{2}} se denomina constante de fuerza o constante elástica, y depende de la masa {\displaystyle m} de la partícula y de la frecuencia angular {\displaystyle \displaystyle \omega _{0}}.
El Hamiltoniano cuántico de la partícula es:

{\displaystyle {\hat {H}}={\frac {{\hat {p}}^{2}}{2m}}+{\frac {1}{2}}m{\omega _{0}}^{2}x^{2}}

donde {\displaystyle x\,} es el operador posición y {\displaystyle {\hat {p}}\,} es el operador momento {\displaystyle \left({\hat {p}}=-i\hbar {d \over dx}\right)}. El primer término representa la energía cinética de la partícula, mientras que el segundo representa la energía potencial. Con el fin de obtener los estados estacionarios (es decir, las autofunciones y los autovalores del Hamiltoniano o valores de los niveles de energía permitidos), tenemos que resolver la ecuación de Schrödinger independiente del tiempo

{\displaystyle {\hat {H}}\left|\psi \right\rangle =E\left|\psi \right\rangle }.

Se puede resolver la ecuación diferencial en la representación de coordenadas utilizando el método de desarrollar la solución en serie de potencias. Se obtiene así que la familia de soluciones es

{\displaystyle \left\langle x|\psi _{v}\right\rangle ={\sqrt {\frac {1}{2^{v}\,v!}}}\cdot \left({\frac {m\omega }{\pi \hbar }}\right)^{1/4}\cdot \exp \left(-{\frac {m\omega x^{2}}{2\hbar }}\right)\cdot H_{v}\left({\sqrt {\frac {m\omega }{\hbar }}}x\right)}

{\displaystyle v=0,1,2,\ldots }

donde {\displaystyle v\,} representa el número cuántico vibracional. Las ocho primeras soluciones ({\displaystyle v=0{\mbox{ a }}7\,}) se muestran en la figura de la derecha. Las funciones {\displaystyle H_{n}} son los  polinomios de Hermite:

{\displaystyle H_{n}(x)=(-1)^{n}e^{x^{2}}{\frac {d^{n}}{dx^{n}}}e^{-x^{2}}}

No se deben de confundir con el Hamiltoniano, que a veces se denota por H (aunque es preferible utilizar la notación {\displaystyle {\hat {H}}} para evitar confusiones). Los niveles de energía son

{\displaystyle E_{v}=\hbar \omega \left(v+{1 \over 2}\right)\qquad v=0,1,2,\ldots }.

Este espectro de energía destaca por tres razones. La primera es que las energías están "cuantizadas" y solamente pueden tomar valores discretos, en fracciones semienteras 1/2, 3/2, 5/2, ... de {\displaystyle \hbar \omega }. Este resultado es característico de los sistemas mecano-cuánticos. En la siguiente sección sobre los operadores escalera haremos un detallado análisis de este fenómeno.
La segunda es que la energía más baja no coincide con el mínimo del potencial (cero en este caso). Así, la energía más baja posible es {\displaystyle \hbar \omega /2}, y se denomina "energía del estado fundamental" o energía del punto cero.
La última razón es que los niveles de energía están equiespaciados, al contrario que en el modelo de Bohr o la partícula en una caja.
Conviene destacar que la densidad de probabilidad del estado fundamental se concentra en el origen. Es decir, la partícula pasa más tiempo en el mínimo del potencial, como sería de esperar en un estado de poca energía. A medida que la energía aumenta, la densidad de probabilidad se concentra en los "puntos de retorno clásicos", donde la energía de los estados coincide con la energía potencial. Este resultado es consistente con el del oscilador armónico clásico, para el cual la partícula pasa más tiempo (y por tanto es donde es más probable encontrarla) en los puntos de retorno. Se satisface así el principio de correspondencia.

### Aplicación: moléculas diatómicas
Para estudiar el movimiento de vibración de los núcleos se puede utilizar, en una primera aproximación, el modelo del oscilador armónico. Si consideramos pequeñas vibraciones en torno al punto de equilibrio, podemos desarrollar el potencial electrónico en serie de potencias. Así, en el caso de pequeñas oscilaciones el término que domina es el cuadrático, es decir, un potencial de tipo armónico. Por tanto, en moléculas diatómicas, la frecuencia fundamental de vibración vendrá dada por: 
{\displaystyle \nu ={\frac {1}{2\pi }}{\sqrt {\frac {k}{\mu }}}}
que se relaciona con la frecuencia angular mediante {\displaystyle \omega =2\pi \nu \,} y depende de la masa reducida {\displaystyle \mu \,} de la molécula diatómica.
- Datos: Q677864
- Multimedia: Quantum harmonic oscillators / Q677864